# Dyadický efekt

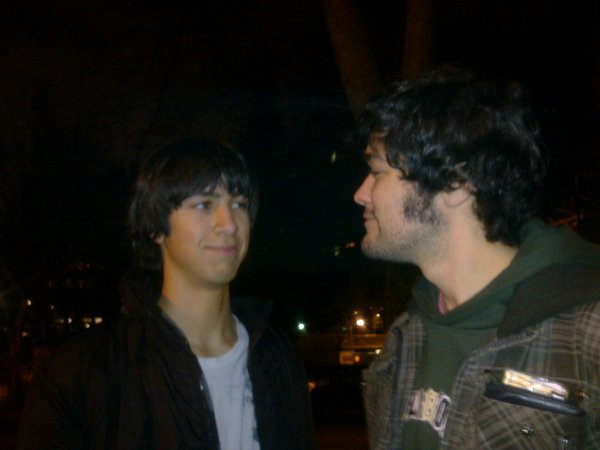
Sebeodhalení; ilustrační obrázek

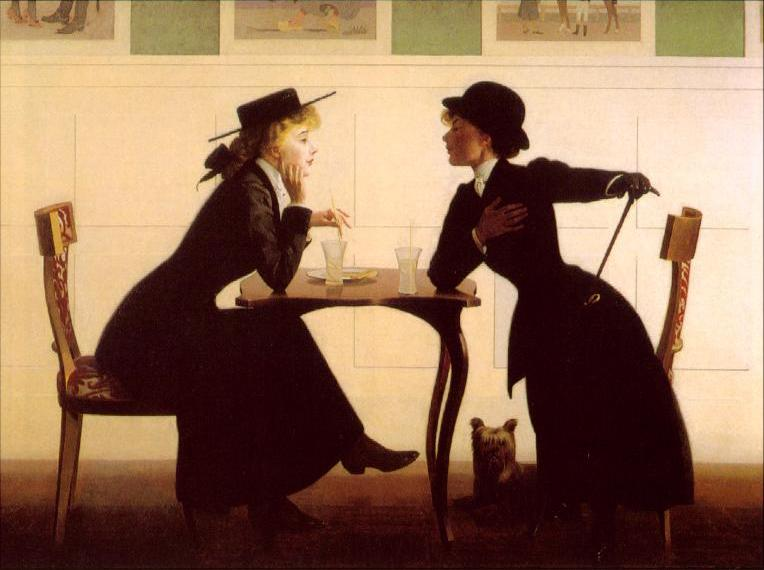
Pohled z očí do očí; ilustrační obrázek

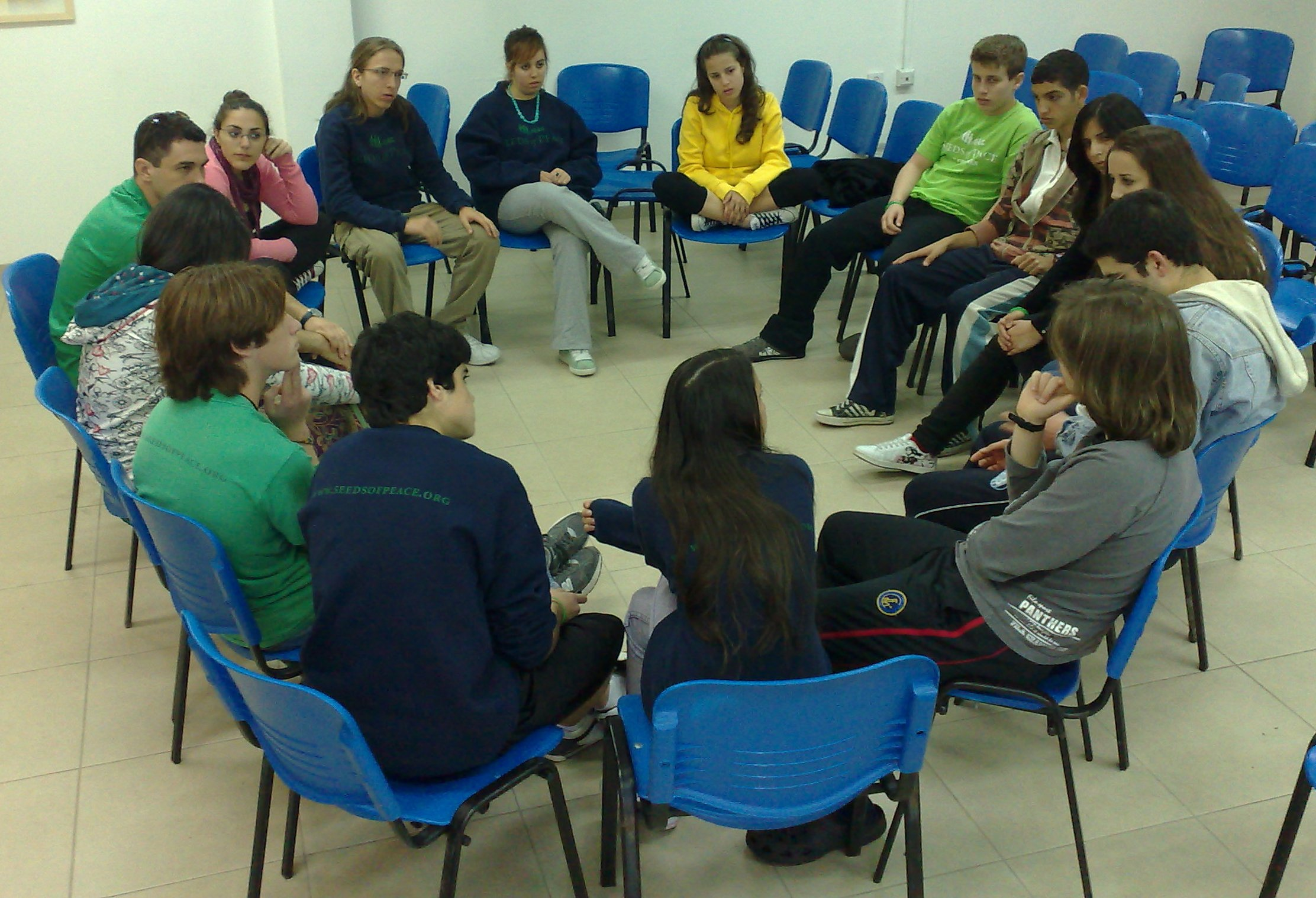
Skupinová terapie

Termín dyadický efekt je úzce spjat s teorií sebeodhalení v komunikaci. Sebeodhalení v komunikaci probíhá většinou v rámci interpersonální komunikace, ale čím dál častěji také na skupinové a meziskupinové úrovni. Principem je, že komunikant na sebe prozrazuje informace, které o něm ostatní nevěděli.
Dyadické skupiny, neboli skupiny, které se skládají ze dvou členů, jsou pro vzájemné sebeodhalení nejoblíbenější, protože jsou také skupinami nejvhodnějšími. Jestliže se svěřujeme pouze jednomu posluchači, můžeme kontrolovat jeho reakce na naše sdělení, můžeme koordinovat dobu kdy, co, kde a jak mu na sebe povíme. Sebeodhalení je navíc podpořeno vzájemnou důvěrou a blízkým vztahem. Z tohoto sdělení vyplývá, že se lidé se nejčastěji svěřují v menších skupinách. Menší skupina je charakteristická relativně malým počtem účastníků, kteří mají společný cíl a kteří se řídí podobnými organizačními pravidly. V menší skupině bývá obvykle 5, maximálně však 12 lidí. Díky relativně malému počtu účastníků v těchto skupinách obvykle panuje přátelská atmosféra a nejsou zaznamenána markantnější napětí. Podle různých kritérií můžeme menší skupiny rozdělit na 2 základní typy. Zaprvé se jedná o takové skupiny, jejichž hlavním účelem je nějaký obecný cíl. Sem patří společenské a pracovní skupiny. Zadruhé jsou hlavním účelem takových skupin hodnoty a vliv těchto hodnot na členy skupiny. Sem patří referenční a členské skupiny.
Dyadický efekt znamená – převedeno ve víceslovné vyjádření – „co dělá jeden, dělá i druhý“. Pocit relativní jistoty a bezpečí vede k tomu, že se snadněji svěříme člověku, který se svěří nám. Sebeodhalení v komunikaci bývají intimnější, když jsou přímou reakcí na sebeodhalení druhého. Je to tedy proces, během kterého komunikant A napodobuje chování komunikačního partnera. Cílem bývá dozvědět se důvěrnější informace o druhé osobě. Avšak tento typ komunikace není obvyklý ve všech kulturách.

## Problémy při sebeodhalení
První skupina problémů vyvstává kvůli interkulturním faktorům. Příkladem může být komunikace členů různých kultur a náboženství. Zatímco Američané údajně oplácejí důvěrné sdělení druhého člověka jasným slovním sebeodhalením, například asijské národy nikoli. To může vést ke sporům mezi kulturami. Lapidárně řečeno, Američané se mohou urazit, jestliže jejich korejský protějšek neoplácí stejně hlubokými sebeodhaleními. Mnohé výzkumy dále zkoumaly vliv náboženství na sebeodhalení člověka (buddhismus, islám, judaismus). Další studie prokázaly, že mladší generace se svěřovala více než starší generace. Existují tedy i mnohé sociologické faktory, které sebeodhalení provázejí. Na prvním místě s frekvencí sdělování se mimochodem objevili mladí muslimští studenti, kteří na sebe prozrazovali nejvíce informací, následovali studenti židovského vyznání a poslední místo zaujali buddhisté.
Druhá nejzávažnější skupina překážek v komunikaci se netýká interkulturního prostředí. Může jít o prostou neochotu prozrazovat na sebe informace. Typickým příkladem je skupinová terapie. Někteří účastníci terapie se svěřují snadněji než jiní. Takováto diskrepance může zapříčinit pocit nerovnosti členů skupiny. Situace může eskalovat v ignoraci terapeutických sezení ze strany dotčených komunikantů.
Obecně prý dále platí, že umělci patří k otevřenějším komunikantům, co se týče odhalení svého nitra a naopak sportovci patří k těm, co se neradi svěřují. A tak se může stát, že herec, poté co svému komunikačnímu partnerovi barvitě vylíčí svůj osud a své strasti, nemusí být úplně spokojen se sebeodhalením svého partnera a může jeho odpověď považovat za povrchní a urážlivou. Takovým způsobem mohou v komunikaci vzniknout bariéry, které se jen těžko překonávají. V tomto případě je z lingvistického hlediska vhodné přemýšlet o asymetrii v komunikaci.